# Holandia na Zimowych Igrzyskach Olimpijskich 1998
Holandię na Zimowych Igrzyskach Olimpijskich 1998 reprezentowało 22 zawodników. Był to szesnasty start Holandii na zimowych igrzyskach olimpijskich.

## Medale
| Medal  | Sportowiec      | Dyscyplina          | Konkurencja |
| ------ | --------------- | ------------------- | ----------- |
| złoto  | Marianne Timmer | Łyżwiarstwo szybkie | 1000m       |
| złoto  | Marianne Timmer | Łyżwiarstwo szybkie | 1500m       |
| złoto  | Gianni Romme    | Łyżwiarstwo szybkie | 5000m       |
| złoto  | Gianni Romme    | Łyżwiarstwo szybkie | 10000m      |
| złoto  | Ids Postma      | Łyżwiarstwo szybkie | 1000m       |
| srebro | Ids Postma      | Łyżwiarstwo szybkie | 1500m       |
| srebro | Jan Bos         | Łyżwiarstwo szybkie | 1000m       |
| srebro | Bob de Jong     | Łyżwiarstwo szybkie | 10000m      |
| srebro | Rintje Ritsma   | Łyżwiarstwo szybkie | 5000m       |
| brąz   | Rintje Ritsma   | Łyżwiarstwo szybkie | 1500m       |
| brąz   | Rintje Ritsma   | Łyżwiarstwo szybkie | 10000m      |

## Dyscypliny

### Łyżwiarstwo szybkie

#### Mężczyźni
- Jan Bos
  - 500m - 12. miejsce
  - 1000m - 
  - 1500m - 4. miejsce
- Martin Hersman
  - 1000m - 12. miejsce
  - 1500m - 6. miejsce
- Bob de Jong
  - 5000m - 4. miejsce
  - 10000m -
- Jakko Jan Leeuwangh
  - 500m - 21. miejsce
  - 1000m - 4. miejsce
- Ids Postma
  - 500m - 38. miejsce
  - 1000m - 
  - 1500m -
- Erben Wennemars
  - 500m - nie ukończył
- Gianni Romme
  - 5000m - 
  - 10000m -
- Rintje Ritsma
  - 1500m - 
  - 5000m - 
  - 10000m -

#### Kobiety
- Tonny de Jong
  - 1500m - 18. miejsce
  - 3000m - 16. miejsce
  - 5000m - 5. miejsce
- Barbara de Loor
  - 1500m - 22. miejsce
  - 5000m - 4. miejsce
- Andrea Nuyt
  - 500m - 37. miejsce
- Annamarie Thomas
  - 1000m - 5. miejsce
  - 1500m - 6. miejsce
  - 3000m - 8. miejsce
- Marieke Wijsman
  - 500m - 24. miejsce
  - 1000m - 20. miejsce
- Carla Zijlstra
  - 3000m - 9. miejsce
  - 5000m - 6. miejsce
- Sandra Zwolle
  - 500m - 17. miejsce
  - 1000m - 15. miejsce
- Marianne Timmer
  - 500m - 6. miejsce
  - 1000m - 
  - 1500m -

### Short track

#### Mężczyźni
- Dave Versteeg
  - 500m - 6. miejsce
  - 1000m - 20. miejsce

#### Kobiety
- Anke Jannie Landman
  - 500m - 26. miejsce
  - 1000m - 12. miejsce
- Melanie de Lange
  - 500m - 23. miejsce
- Ellen Wiegers
  - 500m - 24. miejsce
  - 1000m - 9. miejsce
- Anke Jannie Landman, Melanie de Lange, Ellen Wiegers, Maureen de Lange
  - sztafeta 3000m - 6. miejsce

### Snowboard

#### Mężczyźni
- Thedo Remmelink
  - slalomgigant - 10. miejsce